# Europese kampioenschappen kunstschaatsen 1948
De Europese Kampioenschappen kunstschaatsen 1948 was de 40e editie voor de mannen en de twaalfde editie voor de vrouwen en paren van het jaarlijks evenement dat georganiseerd wordt door de Internationale Schaatsunie (ISU).
De kampioenschappen werden gehouden in Praag, Tsjecho-Slowakije. Het was de derde keer dat een EK kampioenschap in Praag plaatsvond, eerder werden er de toernooien voor de vrouwen en paren van 1934 en alle drie de kampioenschappen van 1937 er gehouden. Het was voor de vijfde keer dat een EK kampioenschap in Tsjecho-Slowakije werd georganiseerd, eerder vonden de kampioenschappen voor de mannen (1928) en paren (1938) in Troppau plaats.

## Historie
De Duitse en Oostenrijkse schaatsbond, verenigd in de "Deutscher und Österreichischer Eislaufverband", organiseerden zowel het eerste EK Schaatsen voor mannen als het eerste EK Kunstschaatsen voor mannen in 1891 in Hamburg, in toen nog het Duitse Keizerrijk, nog voor het ISU in 1892 werd opgericht. De internationale schaatsbond nam in 1892 de organisatie van het EK kunstschaatsen over. In 1895 werd besloten voortaan het WK kunstschaatsen te organiseren en kwam het EK te vervallen. In 1898, na twee jaar onderbreking, vond toch weer een herstart plaats van het EK kunstschaatsen.
De vrouwen en paren zouden vanaf 1930 jaarlijks om de Europese titel strijden. De ijsdansers streden vanaf 1954 om de Europese titel in het kunstschaatsen.

## Deelname
Er namen deelnemers uit zeven landen deel aan deze kampioenschappen. Zij vulden 39 startplaatsen in de drie disciplines in. Voor de vierde en laatste keer namen er deelnemers van buiten Europa deel aan de kampioenschappen. Hierna werd deze mogelijkheid reglementair uitgesloten. In 1934 was de Amerikaanse Maribel Vinson de eerste, in 1936 namen er drie Japanners en één Japanse deel, in 1947 namen er vier vrouwen uit de Verenigde Staten (2), Canada en Australië deel. Dit jaar namen Richard Button, John Lettengarver en Roberta Scholdan uit de Verenigde Staten en Barbara Ann Scott uit Canada deel.
Als bij het EK in 1948 de regel had gegolden dat alleen hardlopers uit Europa mochten deelnemen aan EK's, dan waren Hans Gerschwiler uit Zwitserland en Eva Pawlik uit Oostenrijk Europees kampioen geworden.
Geen van de Belgische vertegenwoordigers die in 1947 hadden deelgenomen (Fernand Leemans, Simone Clinckers en de paren Micheline Lannoy / Pierre Baugniet en Suzanne Diskeuve / Edmond Verbustel) kwamen dit jaar uit op het EK.
(Tussen haakjes het totaal aantal startplaatsen over de disciplines.)
| Tsjecho-Slowakije (11) Oostenrijk (9) Hongarije (7) Verenigd Koninkrijk (7) | Verenigde Staten (3) Canada (1) Zwitserland (1) |

## Medailleverdeling
Bij de mannen was de Amerikaan Richard Button de zestiende man die Europees kampioen werd. De Europees kampioen van 1947, de Zwitser Hans Gerschwiler, eindigde dit jaar op de tweede plaats. De Oostenrijker Edi Rada op plaats drie behaalde zijn eerste EK medaille.
Bij de vrouwen prolongeerde de Canadese Barbara Ann Scott haar in 1947 behaalde Europese titel. Voor de beide vrouwen op de plaatsen twee en drie, Eva Pawlik en Alena Vrzáňová, was het hun eerste EK medaille. Alena Vrzáňová veroverde de eerste medaille voor Tsjechoslowakije in het vrouwentoernooi.
Bij de paren werden Andrea Kékesy / Ede Király de nieuwe Europees kampioenen, ze waren het zevende paar die de titel behaalden en het derde Hongaarse paar. Blažena Knittlová / Karel Vosátka veroverden de eerste EK medaille voor Tsjechoslowakije bij de paren. Herta Ratzenhofer / Emil Ratzenhofer veroverde de derde plaats op dit EK.
| Discipline | Goud                       | Zilver                            | Brons                                |
| ---------- | -------------------------- | --------------------------------- | ------------------------------------ |
| Mannen     | Richard Button             | Hans Gerschwiler                  | Edi Rada                             |
| Vrouwen    | Barbara Ann Scott          | Eva Pawlik                        | Alena Vrzáňová                       |
| Paren      | Andrea Kékesy / Ede Király | Blažena Knittlová / Karel Vosátka | Herta Ratzenhofer / Emil Ratzenhofer |

## Uitslagen
| #      | naam (deelname)      | land                                        | pc |
| ------ | -------------------- | ------------------------------------------- | -- |
| Goud   | Richard Button       | Vlag van Verenigde Staten (1912-1959)       |    |
| Zilver | Hans Gerschwiler (3) | Vlag van Zwitserland                        |    |
| Brons  | Edi Rada (3)         | Vlag van Oostenrijk                         |    |
| 4      | Ede Király           | Vlag van Hongarije (1946-1949 en 1956-1957) |    |
| 5      | John Lettengarver    | Vlag van Verenigde Staten (1912-1959)       |    |
| 6      | Zdenek Fikar (2)     | Vlag van Tsjechië                           |    |
| 7      | Helmut Seibt         | Vlag van Oostenrijk                         |    |
| 8      | Vladislav Čáp (2)    | Vlag van Tsjechië                           |    |
| 9      | Josef Dedic          | Vlag van Tsjechië                           |    |

| #      | naam (deelname)           | land                                        | pc |
| ------ | ------------------------- | ------------------------------------------- | -- |
| Goud   | Barbara Ann Scott (2)     | Vlag van Canada 1921-1957                   |    |
| Zilver | Eva Pawlik                | Vlag van Oostenrijk                         |    |
| Brons  | Alena Vrzáňová (2)        | Vlag van Tsjechië                           |    |
| 4      | Jirina Nekolova (2)       | Vlag van Tsjechië                           |    |
| 5      | Jeannette Altwegg (2)     | Vlag van Verenigd Koninkrijk                |    |
| 6      | Dagmar Lerchova (2)       | Vlag van Tsjechië                           |    |
| 7      | Andrea Kékesy             | Vlag van Hongarije (1946-1949 en 1956-1957) |    |
| 8      | Bridget Shirley Adams (2) | Vlag van Verenigd Koninkrijk                |    |
| 9      | Marion Davies (2)         | Vlag van Verenigd Koninkrijk                |    |
| 10     | Barbara Wyatt (2)         | Vlag van Verenigd Koninkrijk                |    |
| 11     | Martha Bachem-Musilek (2) | Vlag van Oostenrijk                         |    |
| 12     | Milena Tumova             | Vlag van Tsjechië                           |    |
| 13     | Ingeborg Solar            | Vlag van Oostenrijk                         |    |
| 14     | Eva Lindner               | Vlag van Hongarije (1946-1949 en 1956-1957) |    |
| 15     | Hildegarde Appeltauer     | Vlag van Oostenrijk                         |    |
| 16     | Maria Saary               | Vlag van Hongarije (1946-1949 en 1956-1957) |    |
| 17     | Beryl Bailey              | Vlag van Verenigd Koninkrijk                |    |
| 18     | Roberta Scholdan          | Vlag van Verenigde Staten (1912-1959)       |    |
| 19     | Vera Masakova             | Vlag van Tsjechië                           |    |

| Er deden elf paren uit vier landen mee. Emil Ratzenhofer (in 1935, 1939 bij de mannen) en Gyorgyi von Botond (in 1936 bij de vrouwen) hadden ook voor de oorlog deelgenomen aan het EK kunstschaatsen. Het paar Jennifer Nicks / John Nicks waren het enige paar dat voor de tweede keer deelnamen, alle andere deelnemers maakten hun debuut op het EK. \| # \| naam (deelname) \| land \| pc \| \| ------ \| -------------------------------------- \| ------------------------------------------- \| -- \| \| Goud \| Andrea Kékesy Ede Király \| Vlag van Hongarije (1946-1949 en 1956-1957) \| \| \| Zilver \| Blažena Knittlová Karel Vosátka \| Vlag van Tsjechië \| \| \| Brons \| Herta Ratzenhofer Emil Ratzenhofer (3) \| Vlag van Oostenrijk \| \| \| 4 \| Joan Thompson Robert Ogilvie \| Vlag van Verenigd Koninkrijk \| \| \| 5 \| Jennifer Nicks (2) John Nicks (2) \| Vlag van Verenigd Koninkrijk \| \| \| 6 \| Marianne Nagy Lászlo Nagy \| Vlag van Hongarije (1946-1949 en 1956-1957) \| \| \| 7 \| Gyorgyi von Botond (2) Ferenc Kertesz \| Vlag van Hongarije (1946-1949 en 1956-1957) \| \| \| 8 \| Susi Giebisch Helmut Seibt \| Vlag van Oostenrijk \| \| \| 9 \| Dagmar Hruba Jiri Ocenasek \| Vlag van Tsjechië \| \| \| 10 \| Elly Staerck Harry Gareis \| Vlag van Oostenrijk \| \| \| 11 \| P. Prenosilova Frontisek Landi \| Vlag van Tsjechië \| \| |                                        |                                             |    |
| # | naam (deelname)                        | land                                        | pc |
| Goud | Andrea Kékesy Ede Király               | Vlag van Hongarije (1946-1949 en 1956-1957) |    |
| Zilver | Blažena Knittlová Karel Vosátka        | Vlag van Tsjechië                           |    |
| Brons | Herta Ratzenhofer Emil Ratzenhofer (3) | Vlag van Oostenrijk                         |    |
| 4 | Joan Thompson Robert Ogilvie           | Vlag van Verenigd Koninkrijk                |    |
| 5 | Jennifer Nicks (2) John Nicks (2)      | Vlag van Verenigd Koninkrijk                |    |
| 6 | Marianne Nagy Lászlo Nagy              | Vlag van Hongarije (1946-1949 en 1956-1957) |    |
| 7 | Gyorgyi von Botond (2) Ferenc Kertesz  | Vlag van Hongarije (1946-1949 en 1956-1957) |    |
| 8 | Susi Giebisch Helmut Seibt             | Vlag van Oostenrijk                         |    |
| 9 | Dagmar Hruba Jiri Ocenasek             | Vlag van Tsjechië                           |    |
| 10 | Elly Staerck Harry Gareis              | Vlag van Oostenrijk                         |    |
| 11 | P. Prenosilova Frontisek Landi         | Vlag van Tsjechië                           |    |

Medaillewinnaars

Mannen · 
Vrouwen ·
Paren · 
IJsdansen

Toernooi

1891 · 
1892 · 
1893 · 
1894 · 
1895 · 
1896-1897 · 
1898 · 
1899 · 
1900 · 
1901 · 
1902-1903 · 
1904 · 
1905 · 
1906 · 
1907 · 
1908 · 
1909 · 
1910 · 
1911 · 
1912 · 
1913 · 
1914 · 
1915-1921 · 
1922 · 
1923 · 
1924 · 
1925 · 
1926 · 
1927 · 
1928 · 
1929 · 
1930 · 
1931 · 
1932 · 
1933 · 
1934 · 
1935 · 
1936 · 
1937 · 
1938 · 
1939 ·
1940-1946 · 
1947 · 
1948 · 
1949 · 
1950 · 
1951 · 
1952 · 
1953 · 
1954 · 
1955 · 
1956 · 
1957 · 
1958 · 
1959 · 
1960 · 
1961 · 
1962 · 
1963 · 
1964 · 
1965 · 
1966 · 
1967 · 
1968 · 
1969 · 
1970 · 
1971 · 
1972 · 
1973 · 
1974 · 
1975 · 
1976 · 
1977 · 
1978 · 
1979 · 
1980 · 
1981 · 
1982 · 
1983 · 
1984 · 
1985 · 
1986 · 
1987 · 
1988 · 
1989 · 
1990 · 
1991 · 
1992 · 
1993 · 
1994 · 
1995 ·
1996 · 
1997 · 
1998 · 
1999 · 
2000 · 
2001 · 
2002 · 
2003 · 
2004 · 
2005 · 
2006 ·
2007 ·
2008 ·
2009 ·
2010 ·
2011 ·
2012 ·
2013 ·
2014 ·
2015 ·
2016 ·
2017 ·
2018 ·
2019 ·
2020 ·
2021 · 
2022 · 
2023 · 
2024 · 
2025

WK kunstschaatsen ·
WK kunstschaatsen junioren ·
Viercontinentenkampioenschap ·
Olympische Spelen